# Rasmus Hansen (fodboldspiller, født 1979)
 Der er flere personer med dette navn, se Rasmus Hansen.
Rasmus Hansen (born 15. februar 1979) er en dansk tidligere fodboldspiller. Han spillede senest for FC Skanderborg.

## Karriere
I maj 2008 skiftede Hansen til islandske Valur efter at have fået ophævet sin kontrakt med Randers FC.
Han skiftede i december 2012 til FC Skanderborg. Her spillede han indtil 2013.